# Puig Pedró
El Puig Pedró es el nombre que recibe un yacimiento arqueológico datado entre la cultura ibérica tardía y romana republicana, que se ubica en la zona geográfica homónima, en el municipio de Villanueva de Alcolea, en la comarca de la Plana Alta, en Castellón.
El acceso a la zona no está señalizado ni descrito en los inventarios de la Conselleria de Cultura ni en el Servicio de Investigaciones Arqueológicas y Prehistóricas de la Diputación de Castellón. Se encuentra emplazado en una zona elevada (a dos quilómetros al este del término de Villanueva de Alcolea) en la que eran visibles, al menos a principios del siglo XX, restos de una zona de viviendas rodeadas de un muro. No se ha hecho más que un reconocimiento superficial de la zona y se han extraído algunos restos de fácil acceso (cerámica roja y gris de ornamentación ibérica, monedas autónomas y un ánfora todo ello datado de la época íbera).
Se trata de los vestigios de asentamiento humano más antiguos de la zona. Más tarde, de la época romana ya se encuentran más, debido al paso de la Vía Augusta por la zona (siguiendo el trazado de la actual carretera CV-10, y pasando por diversos sitios de interés del municipio como manantiales, fuentes y pozos), y al crearse la estación romana de Ildum, produciéndose el asentamiento definitivo del núcleo de la población en esa zona.
El yacimiento ha sido estudiado por Milagro Gil-Mascarell Bosca y aparecen datos sobre él en su tesis doctoral (del año 1971) y en publicaciones previas como "Yacimientos Ibéricos en la Región Valenciana. Estudio del Poblamiento (Resumen de la tesis doctoral)"; publicada por F. Domenech en Valencia en el año 1969.